# Phaeodactylium venkatesanum
Phaeodactylium venkatesanum är en svampart som beskrevs av Agnihothr. 1968. Phaeodactylium venkatesanum ingår i släktet Phaeodactylium, divisionen sporsäcksvampar och riket svampar.   Inga underarter finns listade i Catalogue of Life.